# Hilgermissen
Hilgermissen è un comune di 2.157 abitanti della Bassa Sassonia, in Germania.
Appartiene al circondario (Landkreis) di Nienburg (Weser) (targa NI) ed è parte della comunità amministrativa (Samtgemeinde) di Grafschaft Hoya.

## Geografia antropica

### Suddivisioni amministrative
Oltre al capoluogo (Hilgermissen), il territorio comunale comprende anche le frazioni (Ortsteil) di Eitzendorf, Heesen, Magelsen, Mehringen, Ubbendorf, Wechold e Wienbergen.